# Terry Thomas (atleta)
Terry Ricardo Thomas (1 de mayo de 1997) es un deportista jamaicano que compite en atletismo, especialista en las carreras de relevos. Ganó una medalla de plata en el Campeonato Mundial de Atletismo de 2019, en la prueba de 4 × 400 m.

## Palmarés internacional
| Campeonato Mundial | Campeonato Mundial | Campeonato Mundial | Campeonato Mundial |
| Año                | Lugar              | Medalla            | Prueba             |
| ------------------ | ------------------ | ------------------ | ------------------ |
| 2019               | Doha (Catar)       | Medalla de plata   | 4 × 400 m          |